# Tommy Guerrero
Tommy Guerrero (ur. 9 września 1966 w San Francisco) – amerykański zawodowy skater, gitarzysta i kompozytor.

## Życiorys
Tommy Guerrero urodził się w San Francisco w rodzinie mieszanej etnicznie. Jego ojciec ma pochodzenie chilijsko-filipińsko-ohlońskie. Tommy wychowywany był przez matkę i rodzinę z jej strony.

### Skateboarding
Tommy Guerrero jako nastolatek zainteresował się jazdą na deskorolce, której uczył się na wzgórzach, ulicach i chodnikach rodzinnego miasta. Został członkiem znanego zespołu skaterów Bones Brigade. W tym czasie skateboarding poszukiwał nowego kierunku rozwoju, aby stworzyć milionom swoich zwolenników poczucie uczestnictwa w tej kulturze, widocznej w wideoklipach firmy Powell Peralta. Vertical skating zaczął ewoluować w kierunku street skating. Kiedy zmianę tę dostrzegł magazyn Thrasher, postanowił sponsorować pierwszy konkurs street skatingu, Street Skating Contest, który wygrał Tommy Guerrero. Ten konkurs i następne stworzyły nowe wyzwania, które po raz kolejny zmieniły przemysł skateboardingu  stawiając określone wymagania przed firmami reprezentującymi nowy kierunek jego rozwoju. Tommy Guerrero stał się pionierem street skatingu i zarazem jego uosobieniem. Mimo że nie był tak doświadczony jak starsi członkowie Bones Brigade, wylansował własny, profesjonalny model deskorolki. W 1986 roku Kevin Ancell zaprojektował dla niego specjalny model deskorolki, V-8 „Dagger”, który przyniósł mu sukces. Na kanwie tego sukcesu powstał kolejny model deskorolki, tym razem autorstwa Vernona Courtlandta Johnsona. Model Tommy’ego Guerrero stał się na tyle popularny, że pod koniec lat 80. street skating całkowicie wyparł vertical skating. Na początku lat 90., kiedy nowy kierunek już zdominował skateboarding, Tommy Guerreo i Jim Thibaud (z firmy Powell Peralta) opuścili Bones Brigade, by założyć własne marki deskorolek, Real Skateboards i Deluxe Distribution, które z powodzeniem prowadzą do dziś.

### Kariera muzyczna
Tommy Guerrero już w dzieciństwie lubił słuchać muzyki. Pierwszą płytą, którą usłyszał (mając około 5 lat), była Green Onions zespołu Booker T. and the M.G.’s. W latach 70. słuchał muzyki rockowej, soulowej i funkowej, a pod koniec dekady – punkowej.
Około 1980 roku Tommy Guerrero razem z bratem Tonym (fotografem), Brycem Kanightsem i innymi założył zespół Jerry’s Kids, który po zmianach personalnych przyjął nazwę Free Beer. Kiedy jednak Guerrero wybrał karierę zawodowego skatera, zrezygnował z uczestnictwa w zespole, poświęcając swój czas tylko na nagrywanie solowych utworów na czterościeżkowym magnetofonie. Grywał od czasu do czasu z amatorami, ale zazwyczaj muzykował solo, improwizując na basie. Gdy poczuł potrzebę komponowania, postanowił zostać muzykiem.
Znany głównie jako gitarzysta i basista, zrealizował szereg nagrań instrumentalnych, które łączą w sobie elementy rocka, jazzu, soulu, trip hopu i innych gatunków, zdradzając wpływy takich artystów, jak: John Coltrane, Bill Withers, Bad Brains i Gábor Szabó. W 1997 roku zadebiutował albumem Loose Grooves & Bastard Blues, po którym ukazały się następne: A Little Bit of Somethin’ (2000) i Soul Food Taqueria (2003), oba nakładem wytwórni Mo Wax. Ten ostatni zajął 2. pozycję na liście najlepszych albumów 2003 roku magazynu Rolling Stone. Guerrero wykonywał również eksperymentalny post-rock w ramach grup Jet Black Crayon i Blktop Project, współpracował także z Money Markem i Shawnem Lee wydając w 2009 roku wspólnie z nimi album Lord Newborn & the Magic Skulls. W drugiej dekadzie XXI wieku wydał takie albumy jak: No Mans Land (2014) i The Endless Road (2016). W 2019 roku współpracował z Trevorem Jacksonem przy realizacji albumu Dub Tunes.

## Życie prywatne
Jest żonaty z Melissą. Mają syna, Diego.